# جائزة موناكو الكبرى 1981
جائزة موناكو الكبرى 1981 هو سباق فورمولا 1 أقيم بتاريخ 31 مايو 1981 في حلبة موناكو. كان السادس من أصل 15 في بطولة العالم لسباقات الفورمولا واحد موسم 1981. حلّ الكندي جيل فيلنوف أولا بينما جاء الأسترالي آلان جونز في المركز الثاني وحصل على المركز الثالث الفرنسي جاك لافيت.